# Малая Песочня (Тверская область)
Малая Песочня  — деревня в Торжокском районе Тверской области. Входит в состав Будовского сельского поселения.

## География
Находится в центральной части Тверской области на расстоянии приблизительно 10 км на север-северо-восток по прямой от районного центра города Торжок у большого песчаного карьера.

## История
Деревня была отмечена еще на карте 1825 года. В 1859 году здесь (деревня Новоторжского уезда Тверской губернии) было учтено 18 дворов, в 1924 — 38. До 2017 года входила в Большепетровское сельское поселение.

## Население
Численность населения: 191 человек (1859 год), 8 (русские 87 %) в 2002 году, 12 в 2010.